# Zamalek Sporting Club
El Zamalek Sporting Club (àrab: نادي الزمالك للألعاب الرياضية, Nādī az-Zamālik li-l-Alʿāb ar-Riyāḍiyya) és un club egipci de futbol de la ciutat de Guiza.

## Història
El club es fundà el 5 de gener de 1911 amb el nom de Kasr El-Nil, fins a 1913. Posteriorment s'ha denominat:
- El-Mokhtalat Club : 1913-1941
- Farouk Club : 1941-1952
- El Zamalek : des de 1952

## Estadis

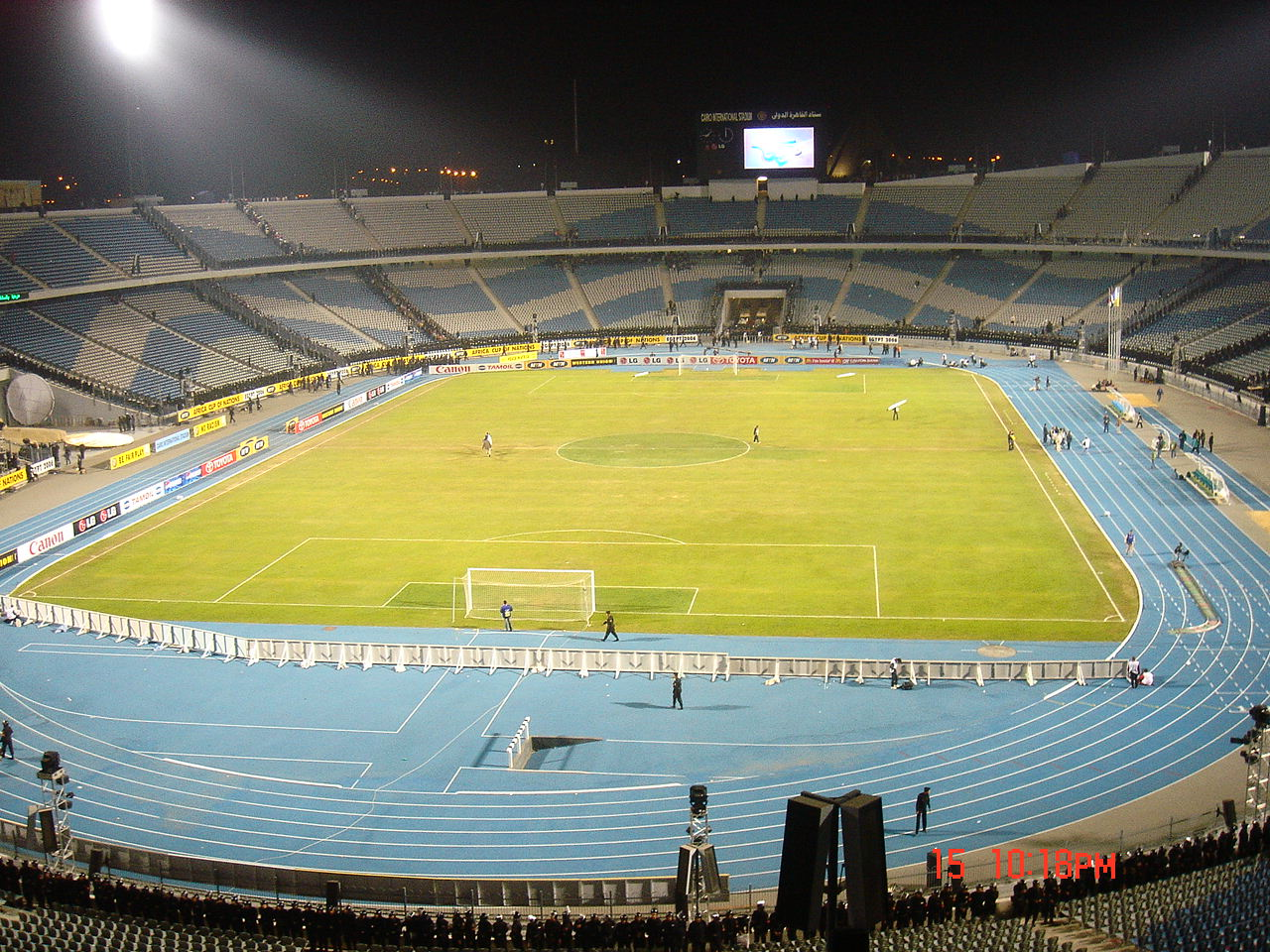
Estadi Internacional del Caire

- Estadi Internacional del Caire
  - Capacitat: 74.100 espectadors
  - Lloc: Nasr City, el Caire
  - Inauguració: 1960
- Estadi Helmy Zamoura 
  - Capacitat: 15.000 espectadors
  - Lloc: Meet Okba, Guiza/el Caire
  - Inauguració: 1959

És l'estadi d'entrenament d'El Zamalek.

## Palmarès

### Domèstic
- Lliga egípcia de futbol: [1]
  - 1959–60, 1963–64, 1964–65, 1977–78, 1983–84, 1987–88, 1991–92, 1992–93, 2000–01, 2002–03, 2003–04, 2014–15, 2020/21, 2021/22
- Copa egípcia de futbol: [2]
  - 1922, 1932, 1935, 1938, 1941, 1943, 1944, 1952, 1955, 1957, 1958, 1959, 1960, 1962, 1975, 1977, 1979, 1988, 1999, 2002, 2008, 2013, 2014, 2015, 2016, 2018
- Supercopa egípcia de futbol: 
  - 2001, 2002, 2016
- Copa Sultan Hussein: 
  - 1921, 1922
- Lliga del Caire de futbol: 
  - 1924, 1926, 1930, 1933, 1939, 1940, 1941, 1944, 1945, 1946, 1947, 1949, 1951, 1952, 1953
- Copa Federació egípcia de futbol: 
  - 1995
- Copa El Amir Farouk:

### Internacional
- Lliga de Campions de la CAF: 
  - 1984, 1986, 1993, 1996, 2002
- Recopa africana de futbol: 
  - 2000
- Supercopa africana de futbol: 
  - 1994, 1997, 2003
- Copa afro-asiàtica de futbol: 
  - 1988, 1997,
- Lliga de Campions aràbiga: 
  - 2003
- Supercopa saudí-egípcia de futbol: 
  - 2003

## Presidents
| - 1-Merzbach (fundador) : (Bèlgica) 1911-1915 - 2-Bianchi (Bèlgica) : 1915-1917 - 3-Dr. Mohamed Badr: 1917-1919 - 4-Mohamed Heidar: 1923-1952 - 5-Mahmoud Shawki: 1952-1955 - 6-Abdel Hamid El-Shawarbi: 1955-1955 - 2n cop -Mahmoud Shawki: 1955-1956 - 7-Abdel Latif Abou Regaila: 1956-1961 - 8-Elwi El-Gazzar: 1961-1962 | - 9-Hassan Amer: 1962-1967 - 10-Mohamed Hassan Helmi: 1967-1971 - 11-Tawfik El-Kheshin: 1971-1972 - 2n cop -Mohamed Hassan Helmi: 1974-1980 - 3r cop -Mohamed Hassan Helmi: 1980-1984 - 2n cop -Hassan Amer: 1984-1988 - 12-Hassan Aboul Fotouh: 1988-1990 - 13-Nour El-Dali: 1990-1992 - 14-Galal Ibrahim: 1992-1996 | - 15-Dr. Kamal Darwish: 1996-2001 - 2n cop -Dr. Kamal Darwish: 2001-2005 - 16-Mortada Mansour: 2005-2005 - 17-Morsi Atallah: 2005-2006.(1) - Mortada Mansour: 2006-2006.(2) - 18-Raouff Gasser: 2006-2006.(3) - 19-Mamdouh Abaas: 2009. (3) - 20-Galal Ibrahim: actual. (3) |

(1) Imposat pel Ministeri de la Joventut.

(2) Retorn per decisió judicial.

(3) Imposat pel Consell Nacional d'Esports.

## Jugadors destacats
- Nabil Nosair
- Hazem Emam[3]
- Emmanuel Amuneke
- Rami Shaaban
- Shikabala
- Amr Zaki
- Ali Khalil
- Ashraf Kasem
- Ahmed El-Kass
- Mohamed Latif
- Ayman Mansour
- Ismail Youssef
- Mohamed Salah El-Din
- Hesham Yakan
- Tarek Yehia
- Ibrahim Youssef
- Hossam Hassan